# Tragia prionoides
Tragia prionoides är en törelväxtart som beskrevs av Radcl.-sm.. Tragia prionoides ingår i släktet Tragia och familjen törelväxter. Inga underarter finns listade i Catalogue of Life.